# 埃德溫·查平·斯塔克斯
埃德溫·查平·斯塔克斯（英語：Edwin Chapin Starks，1867年1月25日—1932年12月29日）是一美國魚類學家，與史丹佛大學關係最密切。他是著名的魚類骨學權威。他也對普吉特海灣的魚類進行了研究。他的妻子和女兒也都從事科學或自然歷史研究。